# بني مصير (قفل شمر)

تعديل مصدري - تعديل

بني مصير هي إحدى قرى عزلة المخلاف بمديرية قفل شمر التابعة لمحافظة حجة، بلغ تعداد سكانها 544 نسمة حسب تعداد اليمن لعام 2004.